# マックス・フェスカ
マックス・フェスカ（Max Fesca、1845年2月8日/1846年3月31日 - 1917年10月31日）は、明治時代にお雇い外国人として来日したドイツの農学者である。

## 経歴
1845年、ゲッティンゲン生まれ。ゲッティンゲン大学を卒業後、医学の博士号を取得し、同大学の教師となった。その後渡英し、イギリスで農業視察をした。
1882年（明治15年）、日本政府の招聘により来日した。農商務省に雇われ、駒場農学校（現在の東京大学農学部）で教鞭を執った。また、同時期に地質調査所の所長としても勤務し、日本各地の地質調査を行ったり、農業に関する政策を数多く提唱するなど、日本における農業の近代化および西洋化に貢献した。1894年（明治27年）任期満了となり帰国。その後はベルリン農科大学および母校であるゲッティンゲン大学で再び教鞭を執った。

## 主な著作物
- 『日本農業及北海道殖民論』
- 『日本地産論』

いずれも滞日中に執筆、刊行している。